# Mudgee
Mudgee ist eine Stadt in New South Wales, Australien, die 261 Kilometer nordwestlich von Sydney liegt. Es ist eine Stadt, in der sich zahlreiche historische Gebäude befinden, die unter Denkmalschutz stehen. Die Stadt zählt zu den ältesten Städten Australiens und hat etwa 11.500 Einwohner.

## Geschichte
In dem Gebiet lebten die Wiradjuri, von denen der Name Moothi stammt, der ‚Nest in the Hills‘ (Nest in den Hügeln) bedeutet und in Mudgee abgewandelt wurde. Menah war der ursprüngliche Ortsname ab dem Jahr 1823. William Lawson, der Kommandant von Bathurst, kam als einer der ersten Europäer in das Gebiet der Stadt und ging weiter als James Blackman, der als Erster an den Cudgegong River im Jahre 1821 kam.
George und Henry Cox, die Söhne des Entdeckers William Cox, siedelten als Erste am Cudgegong River, etwa drei Kilometer vom heutigen Ort entfernt. 1833 entstand in Mudgee eine Polizeistation. Die europäischen Siedler hatten zahlreiche gewaltsame Konflikte mit dem Stamm der Aborigines, da die Aborigines in Nahrungskonkurrenz zu den Siedlern gerieten, die ebenso Wild jagten und durch die landwirtschaftliche Nutzung aus ihren traditionellen Nahrungsgebieten verdrängten.
Als Edward Hammond Hargraves einen großen Goldnugget im Jahre 1851 in der Umgebung von Mudgee fand, begann der Goldrausch in der Umgebung von Mudgee. Der Ort gewann durch die Nähe zu den Goldfeldern an Bevölkerung und wirtschaftlicher Kraft, und als der Goldrausch endete, zeigte sich, dass Mudgee weiterhin existieren konnte. 1860 wurde Mudgee zur Stadt ernannt, und im Ort entstanden in den 1860er Jahren eine Polizeistation, Stadtverwaltung, Postoffice, Handwerksbetriebe und es wurde Schaf- und Rinderzucht betrieben. Eine Eisenbahnlinie erreichte den Mudgee im Jahre 1884.

## Wirtschaft und Tourismus
Um Mudgee wird Wein, Gemüse und es werden Früchte angebaut sowie Schaf- und Rinderzucht betrieben. Es gibt in der Nähe ein Kohlevorkommen, das abgebaut wird. Der Tourismus zu den Weinanbaugebieten ist ein wichtiger Wirtschaftsfaktor. Es gibt Unterkünfte für Touristen, Kaffees und Restaurants im Ort. In der Nähe befindet sich ein Flughafen.

## Historische Bauwerke
In Mudgee gibt es zahlreiche Gebäude, die der australischen Denkmalschutzgebung unterliegen und in das Register of the National Estate eingetragen sind. Es sind dies die Havilah Property (1870), Burrundulla, (circa 1865), Railway Station (1884), St Mary’s Catholic Church (1857), Postoffice (1860), Polizeistation (circa 1860), Court House (1861) und Public School.

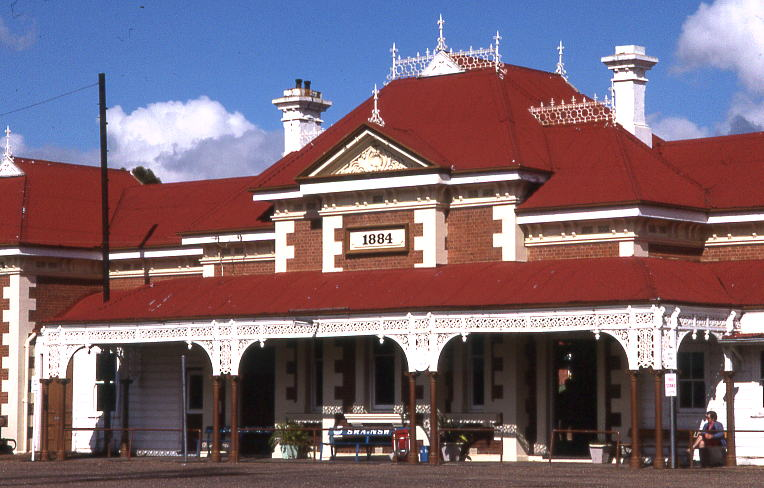
Mudgee Railway Station (1884)
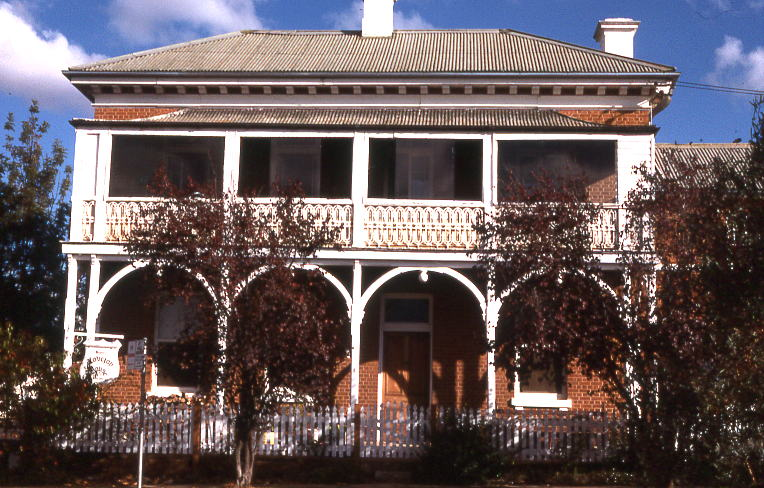
Lovejoy House
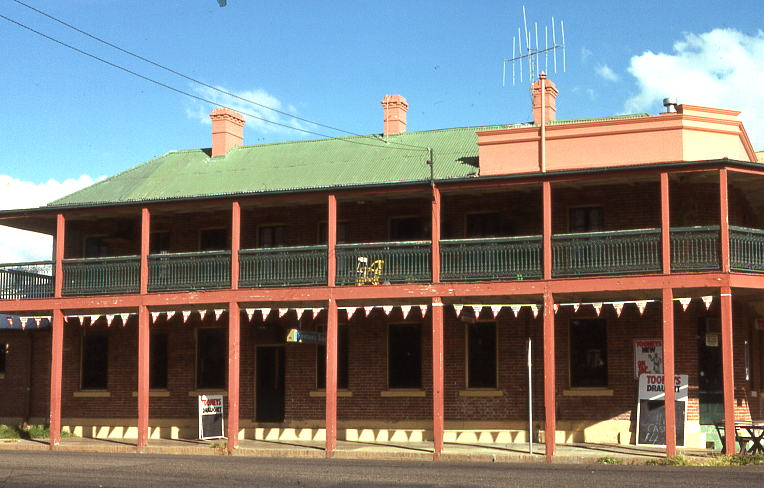
Lawson Park Hotel
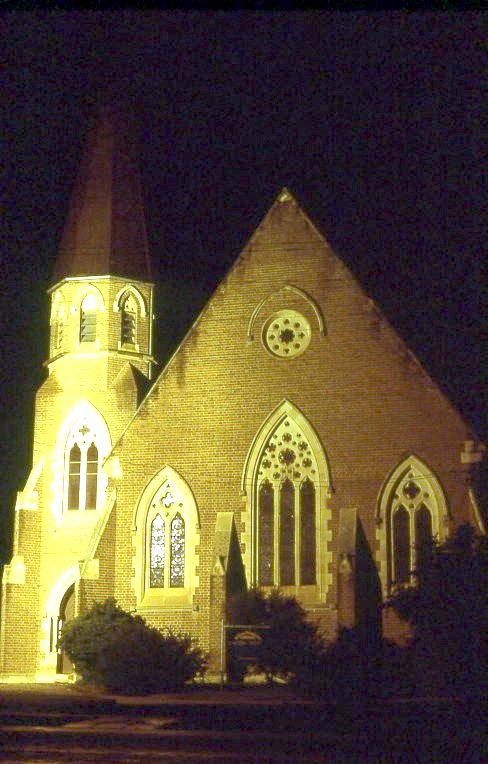
Die Presbyterian Church bei Nacht

## Söhne und Töchter der Stadt
- Harry Redford (1841–1901), Viehdieb und Volksheld
- Louisa Lawson (1848–1920), Schriftstellerin, Herausgeberin, Suffragette und Feministin
- Magdalene Stuart Reeves (1865–1953), Suffragette, Sozialreformerin und Autorin
- Guy Maestri (* 1974), Maler